# Dicranocnemus burchelli
Dicranocnemus burchelli är en skalbaggsart som beskrevs av Gilbert John Arrow 1917. Dicranocnemus burchelli ingår i släktet Dicranocnemus och familjen Melolonthidae. Inga underarter finns listade i Catalogue of Life.